# Qi Guangpu
Qi Guangpu (chinesisch 齐广璞, Pinyin Qí Guǎngpú, * 20. Oktober 1990 in Pei, Jiangsu) ist ein chinesischer Freestyle-Skier.
Er ist auf die Disziplin Aerials (Springen) spezialisiert und entschied in der Saison 2010/11 die Weltcup-Disziplinenwertung für sich. 2013 und 2015 wurde er Weltmeister.

## Biografie
Sein Debüt im Freestyle-Skiing-Weltcup hatte Qi am 9. Dezember 2006 in Qilin, wo er 21. wurde. Rund ein Jahr später stieß er erstmals unter die besten zehn vor. Bei der Weltmeisterschaft 2009 in Inawashiro kam er auf den 11. Platz. Bis 2008 nahm Qi nur an wenigen Weltcupspringen teil (ausschließlich in China und Russland). 2009/10 bestreitet er seine erste volle Saison. Am 20. Dezember 2009 erzielte er mit dem zweiten Platz in Changchun seine erste Podestplatzierungen. Zwei weitere zweite Plätze folgten im Januar 2010, was für den zweiten Platz in der Disziplinenwertung reichte. Bei den Olympischen Winterspielen 2010 wurde er Siebter.
Am 18. Dezember 2010 konnte Qi seinen ersten Weltcupsieg feiern. Bei der Weltmeisterschaft 2011 in Deer Valley gewann er die Silbermedaille. Aufgrund seiner Beständigkeit – er war nie schlechter als auf Platz 7 klassiert – entschied Qi in der Weltcupsaison 2010/11 die Aerials-Disziplinenwertung für sich. In der Weltcupsaison 2011/12 gelangen ihm ein Sieg und ein zweiter Platz. Weitere drei Podestplätze, darunter ein Sieg, kamen in der Weltcupsaison 2012/13 hinzu. Bei der Weltmeisterschaft 2013 in Voss gewann er die Goldmedaille. In der Weltcupsaison 2013/14 stand Qi zweimal auf dem Podest, davon einmal als Sieger, während er bei den Olympischen Winterspielen 2014 als Vierter knapp eine Medaille verpasste.
Nach drei Siegen in Folge zu Beginn der Weltcupsaison 2014/15 galt Qi vor der Weltmeisterschaft 2015 als Favorit. In Kreischberg wurde er den Erwartungen gerecht und konnte seinen Weltmeistertitel erfolgreich verteidigen. In der Weltcup-Disziplinenwertung musste er jedoch Mac Bohonnon an sich vorbeiziehen lassen und belegte schließlich den zweiten Platz. Unkonstante Leistungen prägten die Weltcupsaison 2015/16: Neben zwei Siegen standen zwei 18. Plätze zu Buche. In der Saison 2016/17 startete Qi bei fünf von sieben Weltcupspringen; dabei wurde er zweimal Erster und dreimal Zweiter, was zum Gewinn der Disziplinenwertung und dem dritten Platz der Freestyle-Gesamtwertung reichte. Bei der Weltmeisterschaft 2017 in der Sierra Nevada musste er sich hingegen dem Überraschungssieger Jonathon Lillis geschlagen geben.
Qis beste Ergebnisse in der Weltcupsaison 2017/18 waren zwei zweite Plätze, was für Rang fünf in der Disziplinenwertung reichte.

## Erfolge

### Olympische Spiele
- Vancouver 2010: 7. Aerials
- Sotschi 2014: 4. Aerials
- Pyeongchang 2018: 7. Aerials
- Peking 2022: 1. Aerials, 2. Aerials (Mixed)

### Weltmeisterschaften
- Inawashiro 2009: 11. Aerials
- Deer Valley 2011: 2. Aerials
- Voss 2013: 1. Aerials
- Kreischberg 2015: 1. Aerials
- Sierra Nevada 2017: 2. Aerials

### Weltcupwertungen
| Saison  | Gesamt | Gesamt | Aerials | Aerials |
| Saison  | Platz  | Punkte | Platz   | Punkte  |
| ------- | ------ | ------ | ------- | ------- |
| 2006/07 | 113.   | 4      | 38.     | 26      |
| 2007/08 | 81.    | 10     | 23.     | 86      |
| 2008/09 | 98.    | 8      | 29.     | 46      |
| 2009/10 | 8.     | 44     | 2.      | 265     |
| 2010/11 | 5.     | 66     | 1.      | 461     |
| 2011/12 | 26.    | 26     | 10.     | 263     |
| 2012/13 | 10.    | 46     | 3.      | 321     |
| 2013/14 | 5.     | 54     | 2.      | 268     |
| 2014/15 | 4.     | 63     | 2.      | 440     |
| 2015/16 | 18.    | 37,67  | 4.      | 226     |
| 2016/17 | 3.     | 62,86  | 1.      | 440     |
| 2017/18 | 13.    | 42,33  | 5.      | 254     |
| 2019/20 | 30.    | 31,71  | 7.      | 222     |

### Weltcupsiege
Qi Guangpu errang bisher 30 Podestplätze, davon 14 Siege:
| Nr. | Datum             | Ort                   | Land     |
| --- | ----------------- | --------------------- | -------- |
| 01  | 18. Dezember 2010 | Beida Lake            | China    |
| 02  | 21. Januar 2011   | Lake Placid           | USA      |
| 03  | 11. Februar 2012  | Beida Lake            | China    |
| 04  | 17. Februar 2013  | Sotschi               | Russland |
| 05  | 18. Januar 2014   | Lake Placid           | USA      |
| 06  | 20. Dezember 2014 | Peking                | China    |
| 07  | 21. Dezember 2014 | Peking                | China    |
| 08  | 8. Januar 2015    | Deer Valley           | USA      |
| 09  | 19. Dezember 2015 | Peking                | China    |
| 10  | 4. Februar 2016   | Deer Valley           | USA      |
| 11  | 18. Dezember 2016 | Beida Lake            | China    |
| 12  | 3. Februar 2017   | Deer Valley           | USA      |
| 13  | 21. Dezember 2019 | Shimao Lotus Mountain | China    |
| 14  | 22. Dezember 2019 | Shimao Lotus Mountain | China    |

### Weitere Erfolge
- Junioren-Weltmeisterschaft 2007 Airolo: 8. Aerials
- Winter-Universiade 2009 Harbin-Yabuli: 10. Aerials